# Mahide
Mahinde és un municipi de la província de Zamora, a la comunitat autònoma de Castella i Lleó. Està format per les pedanies de Pobladura de Aliste, Boya, La Torre de Aliste i San Pedro de las Herrerías.

## Demografia
| 1991 | 1996 | 2000 | 2004 | 2005 | 2006 | 2007 |
| ---- | ---- | ---- | ---- | ---- | ---- | ---- |
| 651  | 602  | 567  | 493  | 482  | 466  | 446  |